# Pas de l'Escaleta
El Pas de l'Escaleta és un pas de muntanya situada a 1.112,7 m d'altitud situat en el terme municipal de Conca de Dalt, del Pallars Jussà, dins de l'antic terme d'Hortoneda de la Conca.
Està situat al nord-est d'Hortoneda i a llevant de lo Tossalet, al nord-est de la Colladeta, a ponent de Senllí.